# Heliographa albistriata
Heliographa albistriata är en tvåvingeart som beskrevs av Shinonaga och Adrian C. Pont 1988. Heliographa albistriata ingår i släktet Heliographa och familjen husflugor. Inga underarter finns listade i Catalogue of Life.